# Atlético de Bilbao 1942-1943
Questa voce raccoglie le informazioni riguardanti l'Athletic Club nelle competizioni ufficiali della stagione 1942-43.

## Rosa
| N. |                   | Ruolo | Calciatore            |
| -- | ----------------- | ----- | --------------------- |
|    | Spagna (bandiera) | P     | Raimundo Pérez Lezama |
|    | Spagna (bandiera) | P     | José María Etxebarria |
|    | Spagna (bandiera) | P     | José Rivero           |
|    | Spagna (bandiera) | P     | Manuel Varela         |
|    | Spagna (bandiera) | D     | Juan José Mieza       |
|    | Spagna (bandiera) | D     | Salvador Arqueta      |
|    | Spagna (bandiera) | D     | Isaac Oceja           |
|    | Spagna (bandiera) | D     | Antonio Ortiz         |
|    | Spagna (bandiera) | D     | Higinio Ortúzar       |
|    | Spagna (bandiera) | D     | Francisco Celaya      |
|    | Spagna (bandiera) | C     | Roberto Bertol        |
|    | Spagna (bandiera) | C     | Nando                 |

| N. |                   | Ruolo | Calciatore            |
| -- | ----------------- | ----- | --------------------- |
|    | Spagna (bandiera) | C     | Isidoro Urra          |
|    | Spagna (bandiera) | C     | Hermenegildo Elices   |
|    | Spagna (bandiera) | C     | Imanol Viar           |
|    | Spagna (bandiera) | C     | José Bilbao Echevarry |
|    | Spagna (bandiera) | A     | Rafael Iriondo        |
|    | Spagna (bandiera) | A     | José Luis Panizo      |
|    | Spagna (bandiera) | A     | Agustín Gaínza        |
|    | Spagna (bandiera) | A     | Francisco Garate      |
|    | Spagna (bandiera) | A     | Zarra                 |
|    | Spagna (bandiera) | A     | José Luis Duque       |
|    | Spagna (bandiera) | A     | Lorenzo Albizua       |

## Statistiche

### Statistiche dei giocatori
| Giocatore       | Primera División | Primera División | Primera División | Primera División | Coppa del Generalissimo | Coppa del Generalissimo | Coppa del Generalissimo | Coppa del Generalissimo | Totale   | Totale | Totale      | Totale     |
| Giocatore       | Presenze         | Reti             | Ammonizioni      | Espulsioni       | Presenze                | Reti                    | Ammonizioni             | Espulsioni              | Presenze | Reti   | Ammonizioni | Espulsioni |
| --------------- | ---------------- | ---------------- | ---------------- | ---------------- | ----------------------- | ----------------------- | ----------------------- | ----------------------- | -------- | ------ | ----------- | ---------- |
| R. Pérez Lezama | 19               | 0                | ?                | ?                | ?                       | ?                       | ?                       | ?                       | 19+      | 0+     | ?           | ?          |
| J.M. Etxebarria | 3                | 0                | ?                | ?                | ?                       | ?                       | ?                       | ?                       | 3+       | 0+     | ?           | ?          |
| J. Rivero       | 2                | 0                | ?                | ?                | ?                       | ?                       | ?                       | ?                       | 2+       | 0+     | ?           | ?          |
| M. Varela       | 2                | 0                | ?                | ?                | ?                       | ?                       | ?                       | ?                       | 2+       | 0+     | ?           | ?          |
| J.J. Mieza      | 26               | 0                | ?                | ?                | ?                       | ?                       | ?                       | ?                       | 26+      | 0+     | ?           | ?          |
| S. Arqueta      | 24               | 2                | ?                | ?                | ?                       | ?                       | ?                       | ?                       | 24+      | 2+     | ?           | ?          |
| I. Oceja        | 0                | 0                | ?                | ?                | ?                       | ?                       | ?                       | ?                       | 0+       | 0+     | ?           | ?          |
| A. Ortiz Alonso | 14               | 0                | ?                | ?                | ?                       | ?                       | ?                       | ?                       | 14+      | 0+     | ?           | ?          |
| H. Ortúzar      | 14               | 0                | ?                | ?                | ?                       | ?                       | ?                       | ?                       | 14+      | 0+     | ?           | ?          |
| F. Celaya       | 2                | 0                | ?                | ?                | ?                       | ?                       | ?                       | ?                       | 2+       | 0+     | ?           | ?          |
| R. Bertol       | 24               | 0                | ?                | ?                | ?                       | ?                       | ?                       | ?                       | 24+      | 0+     | ?           | ?          |
| . Nando         | 15               | 0                | ?                | ?                | ?                       | ?                       | ?                       | ?                       | 15+      | 0+     | ?           | ?          |
| I. Urra         | 14               | 0                | ?                | ?                | ?                       | ?                       | ?                       | ?                       | 14+      | 0+     | ?           | ?          |
| H. Elices       | 6                | 1                | ?                | ?                | ?                       | ?                       | ?                       | ?                       | 6+       | 1+     | ?           | ?          |
| I. Viar         | 1                | 1                | ?                | ?                | ?                       | ?                       | ?                       | ?                       | 1+       | 1+     | ?           | ?          |
| J.B. Echevarry  | 0                | 0                | ?                | ?                | ?                       | ?                       | ?                       | ?                       | 0+       | 0+     | ?           | ?          |
| R.Iriondo       | 25               | 10               | ?                | ?                | ?                       | ?                       | ?                       | ?                       | 25+      | 10+    | ?           | ?          |
| J.L. Panizo     | 24               | 10               | ?                | ?                | ?                       | ?                       | ?                       | ?                       | 24+      | 10+    | ?           | ?          |
| A. Gaínza       | 19               | 9                | ?                | ?                | ?                       | ?                       | ?                       | ?                       | 19+      | 9+     | ?           | ?          |
| F. Garate       | 19               | 9                | ?                | ?                | ?                       | ?                       | ?                       | ?                       | 19+      | 9+     | ?           | ?          |
| Zarra           | 17               | 16               | ?                | ?                | ?                       | ?                       | ?                       | ?                       | 17+      | 16+    | ?           | ?          |
| J.L. Duque      | 11               | 11               | ?                | ?                | ?                       | ?                       | ?                       | ?                       | 11+      | 11+    | ?           | ?          |
| L. Albizua      | 4                | 1                | ?                | ?                | ?                       | ?                       | ?                       | ?                       | 4+       | 1+     | ?           | ?          |